# Carlos Petrel
Juan Carlos Manuel López Alcantud (Valencia, España; 30 de marzo de 1924 - Ciudad de México, México; 17 de septiembre de 2000), más conocido como Carlos Petrel, fue un actor y cantante de ópera nacido en España, quien debido a la guerra civil española, se vio obligado a exiliarse a Francia donde pasó su juventud y realizó toda su vida restante en México, incursionando principalmente como actor de doblaje.

## Biografía
Entre sus trabajos en radio destaca el haber sido uno de los tres actores que dieran vida a Kalimán, El Hombre Increíble.
El primero fue Luis Manuel Pelayo; el segundo, el propio Carlos Petrel y el último, Víctor Mares (Padre).
Las 6 aventuras en las que interpretó a este famoso personaje de la radio y la historieta mexicana son en orden cronológico:
Los Piratas del Espacio,
Más Allá del Más Allá (1973),
El Castillo de los Monstruos,
La Invasión de los Satánicos,
El Pulpo de los Tentáculos Dorados,
Muerte en la Cuarta Dimensión.
Uno de sus trabajos más memorables fue doblando la voz del Sr. Spock (Leonard Nimoy) en la serie de televisión: Viaje a las Estrellas, papel que volvió a interpretar en varias películas así como en los capítulos de Los Simpson: Marge vs. the Monorail y The Springfield Files. Otro de sus papeles conocidos es como Scar en El Rey León, como también la voz del candelabro Lumière en La bella y la bestia. Narró de manera magistral la serie documental "El Espíritu de Asia".
Su voz, naturalmente grave, le dio una interpretación magistral de un villano al que dotó de una personalidad aún más imponente: Shere Khan del entrañable Libro de la selva. 
Fue reconocido por prestar su voz para darle vida a Abraham Simpson, el padre de Homero Simpson,  para la popular serie animada Los Simpson hasta la undécima temporada cuando falleció en 2000, su reemplazo para la voz del Abuelo fueron varios actores, entre estos Tito Reséndiz (su reemplazo inmediato en la temporada 12), Arturo Mercado, Humberto Vélez (quien también hace la voz de Homero) y finalmente Sebastián Llapur desde la temporada 14 a la 25 y desde la 32, y Mauricio Pérez desde la temporada 26 hasta la 31.
También actuó en la película "La Virgen de Guadalupe" (1976), sobre las apariciones de la Virgen María en 1531, en "Bellas de noche" (1980) donde interpreta a un jefe mafioso al que Lalo "el Mimo" le debe una fuerte suma de dinero e hizo una pequeña participación en la película de 1951 "Vuelva el Sábado", con María Elena Marqués y Abel Salazar, como un cantante afrancesado que debe dinero. Hizo también una pequeña aparición en la telenovela mexicana "Cuna de Lobos" (1986) como el Sr. Pedrero, padre de Paulina.

## Muerte
Falleció el 17 de septiembre de 2000 en la Ciudad de México, debido a complicaciones de una hepatitis que derivó en cirrosis.

## Filmografía

### Anime
- El Justiciero - Profesor Guadarrama / Emperador Geldom (Episodio 1)
- Tom Sawyer - Juez

### Series animadas
- Los Simpson - Abraham Simpson (primera Voz) / Leonard Nimoy / Voces secundarias
- Futurama - Leonard Nimoy / Voces secundarias
- Dungeons & Dragons - Merlin / Venger
- Halcones Galácticos - Sortílego
- Los Centuriones - Mutron
- Conde Pátula - Capitán Sabandija (episodio 6)
- Sandy Belle - Roland
- Ricky Ricón - Chef Pierre
- Los Aventureros del Aire - Shere Khan
- David el gnomo - David
- Looney Tunes - Pepe Lepew (tercera etapa) / Narrador (algunos cortos clásicos)
- Un cachorro llamado Scooby-Doo - Administrador de la perrera / Timorato Johnson / Hamburguesa viviente
- Alvin y las ardillas - Voces adicionales

### Películas
Leonard Nimoy
- Star Trek: La película (primer doblaje) - Sr. Spock
- Star Trek 5: La última frontera - Sr. Spock

Bernard Lee
- 007: Vive y deja morir - M
- 007: La espía que me amó - M
- 007: Solo se vive dos veces - M

Laurence Olivier
- Espartaco - Marco Licinio Craso (primer doblaje)
- Jesús de Nazareth - Nicodemus

David Huddleston
- Búsqueda frenética (1988) - Peter
- Santa Claus: La película (1985) - Santa Claus (doblaje original)

Otros
- Star Wars: Episode IV - A New Hope - Darth Vader (James Earl Jones) [primera versión doblada]
- Prototype - Dr. Carl Forrester (Christopher Plummer)
- Rocky III - Mickey Goldmill (Burgess Meredith) (doblaje original)
- La espía que me amó - Karl Stromberg (Curd Jurgens)
- Solo para tus Ojos - Columbo (Topol) / Ernst Stavro Blofeld (John Hollis)
- Casablanca - Capìtan Louis Renault (Claude Rains)
- Superman III - Perry White (Jackie Cooper)
- Luna de miel embrujada - Pfister (Bryan Pringle)
- Robin Hood: príncipe de los ladrones - Duncan (Walter Sparrow)
- Los imperdonables - Inglés Bob (Richard Harris)
- Tootsie - Lester Nichols (Charles Durning) [primer doblaje]
- El vengador del futuro - Vilos Cohagen (Ronny Cox)
- Sin escape alguno - David Brice (Gene Hackman)
- Un milagro para Lorenzo - Don Suddaby (El mismo)
- Dr. Insolito - Teniente Dietrich (Frank Berry)
- Ben-Hur - Narrador / Baltasar (Finlay Currie)
- Juegos de guerra - General Beringer (Barry Corbin)
- Rocky (redoblaje) - Dueño de pista de patinaje (George Memmoli)
- Rocky IV (doblaje original) - Jefe de seguridad (Jack Carpenter)
- Contacto sangriento - Maestro del Koryukukai
- La Biblia... En el principio - Dios (John Huston)
- Al calor de la noche - Alcalde Schubert (William Schallert)
- La máquina del tiempo (1960) - Dr. Philip Hillyer (Sebastian Cabot)
- La profecía III - DeCarlo (Rossano Brazzi)
- A la vuelta de la esquina - Voces adicionales
- 007: Vive y deja morir - Baron Samedi (Geoffrey Holder)
- La vuelta al mundo en 80 días (1956) - Monsieur Gasse (Charles Boyer)

### Películas animadas
- El rey león - Scar (Jeremy Irons)
- El rey león II - Scar (Jim Cummings)
- El jorobado de Notre Dame - Frollo (promocionales en el cine)
- Astérix: el Pequeño Gran Guerrero - Legionario romano / Gaulix / Jefe de Bretones /Camello Espía Narración
- La bella y la bestia - Lumière (Jerry Orbach) / Monsieur D'Arque (Tony Jay)
- La bella y la bestia 2: Una Navidad encantada - Lumière
- El mundo mágico de Bella - Lumière
- El libro de la selva - Shere Khan (George Sanders)
- Jungle Cubs - Shere Khan (adulto)
- The Black Cauldron - Narrador (John Huston)
- The Sword in the Stone - Kay / Caballero de la Justa
- The Secret of NIMH - El Gran Búho / Voz cantante (créditos finales) (doblaje 1982)
- El Pato Lucas en la Isla de la Fantasía - Pepe le Pew
- El caballero caballeroso: la loca película del conejo de la suerte - Pepe Lepew (doblaje original)
- La película de Bugs Bunny y el Correcaminos - Pepe Lepew (doblaje original)
- Bambi - Gran Príncipe del bosque
- Mewsette en París - Meowrice
- Nicolás y los 3 sacos de oro - César Galerio

### Series de TV
- Star Trek - Sr. Spock (Leonard Nimoy)
- La bella y la bestia - Padre Jacob Wells (Roy Dotrice)
- Alien Nation - Rosco
- Villas Crapston - Anciano
- Misterios sin resolver - Voces diversas
- El Zorro - José Sebastián Vargas "El Águila" (Charles Korvin)
- Flash (1990) - Padre de Barry Allen (M. Emmet Walsh; un episodio)
- Jack el Destripador (TV) - Dr. George Phillips (Gerald Sim)
- El Virginiano - El Virginiano (James Drury)
- Academia de Modelos - Presentador
- Los invencibles de Némesis- epis. # - 1 - General Chislenkan
- Un ángel en apuros - Voces adicionales
- Los Simpson - Abuelo Simpson

### Como intérprete
- Lumière en La bella y la bestia
- Lumière en La bella y la bestia 2: Una Navidad encantada
- Scar en El rey león
- Tema principal en Los Aristogatos
- Intérprete de la canción final en The Secret of NIMH (doblaje de 1982)

### Dirección de doblaje
- Lo que el viento se llevó
- Casablanca
- Risky Business
- La bella y la bestia (serie de TV)
- Robin Hood: príncipe de los ladrones
- Academia de modelos